# Ménières
Ménières (toponimo francese) è un comune svizzero di 415 abitanti del Canton Friburgo, nel distretto della Broye.

## Monumenti e luoghi d'interesse
- Chiesa cattolica di San Dionigi (già di Sant'Ilario), attestata dal 1228 e ricostruita nel 1660 e nel 1937[1].

## Società

### Evoluzione demografica
L'evoluzione demografica è riportata nella seguente tabella:
Abitanti censiti

## Amministrazione
Ogni famiglia originaria del luogo fa parte del comune patriziale che ha la responsabilità della manutenzione di ogni bene comune.